# General Electric GE9X
Vào tháng 2 năm 2012, GE đã công bố nghiên cứu 1 động cơ nhỏ hơn một chút, được đặt tên là GE9X, động cơ độc quyền cho Boeing 777-8X / 9X. Nó có đường kính quạt giống GE90-115B (128 inch (330 cm)) với một lực đẩy tổng thể giảm 15.800 pound (70 kN) xuống 99.500 lbf 443 kN) cho mỗi động cơ  -9X, và giảm hiệu suất tới 88.000 pound lực (390 kN) cho -8x. Các công cụ mới được kỳ vọng sẽ góp phần tăng 10% hiệu suất nhiên liệu với một kế hoạch tỷ lệ 10:1 và 60: 1 tỷ lệ áp suất tổng thể. A 11-giai đoạn nén áp lực cao mới phát triển một tỷ lệ áp lực của 27: 1 được quy định. [32] [33] [34] [35]
Trong năm 2014, GE cập nhật các thông số kỹ thuật GE9X để tăng lực đẩy cho 777X từ 102.000 pound (450 kN) lên 105.000 pound lực (470 kN). Đường kính quạt cũng được tăng từ 132 inch (335 cm) đến 133,5 inch (339 cm). [36] Các động cơ mới có lá cánh lớn nhất mà GE đã từng sản xuất. [37] [38]
Do công nghệ composite mới, động cơ mới sẽ có ít lá cánh hơn -. Chỉ có 16 lá cánh [ cần dẫn nguồn ]